# Cepora judith
Cepora judith é uma borboleta da família Pieridae. Ela não tem um nome comum, embora uma subespécie seja referida como a gaivota laranja. Ela pode ser encontrada no sudeste da Ásia (ver secção de subespécies).
As larvas se alimentam de espécies de Capparis.

## Subespécies
- C. j. judith (Java)
- C. j. lea (Doubleday, 1846) (sul da Birmânia)
- C. j. malaya (Fruhstorfer, 1899) (Península da Malásia, Langkawi, Singapura)
- C. j. siamensis (Butler, 1899) (Tailândia, Pulau Aur)
- C. j. talboti Corbet, 1937 (Pulau Tioman)
- C. j. Amalia Vollenhoven, 1865 (Sumatra)
- C. j. montana Fruhstorfer, 1899 (norte de Bornéu)
- C. j. meridionalis Fruhstorfer, 1899 (sudeste de Bornéu)
- C. j. Hespera Butler, 1899 (Sarawak, Labuan)
- C. j. natuna Fruhstorfer, 1899 (Ilhas Natuna)
- C. j. Selma Weymer, 1885 (Nias)
- C. j. ethel (Doherty, 1891) (Enggano)
- C. j. Naomi Wallace, 1867 (Lombok)
- C. j. Aga Fruhstorfer, 1902 (Sumbawa)
- C. j. oberthueri Röber, 1892 (Flores)
- C. j. eirene Doherty, 1891 (Sumba)
- C. j. olga (Eschscholtz, 1821) (as Filipinas)
- C. j. anaitis Fruhstorfer, 1910 (noroeste de Luzon)
- C. j. rhemia Fruhstorfer, 1910 (Mindoro, Negros, Bohol)
- C. j. Poesia Fruhstorfer, 1910 (Cebu)
- C. j. orantia Fruhstorfer, 1910 (Mindanao)
- C. j. Olgina Staudinger, 1889 (Palawan)
- C. j. zisca Fruhstorfer, 1899 (Basilan)
- C. j. Irma Fruhstorfer, 1910 (Jolo)
- C. j. phokaia Fruhstorfer, 1910 (Balabac)
- C. j. jael (Wallace, 1867) (Buru, Ambon, Serang)
- ? C. j. emma Vollenhoven, 1865 (Morotai, Halmahera, Ternate, Bachan)
- ? C. j. aspasina Fruhstorfer, 1904 (Obi)
- ? C. j. hester Vollenhoven, 1865 (Waigeu)

Cepora aspasia e Cepora ethel são tratadas como espécies completas por alguns autores.